# Northampton Town & District Football League
Northampton Town & District Football League är en engelsk fotbollsliga baserad runt Northampton. Den har en division, kallad Premier Division, som ligger på nivå 15 i det engelska ligasystemet.
Vinnaren av divisionen kan ansöka om uppflyttning till Northamptonshire Combination Football League.

## Mästare
| Säsong  | Premier Division                  |
| ------- | --------------------------------- |
| 2013/14 | Northampton Delapre Old Boys      |
| 2012/13 | Delapre Old Boys                  |
| 2011/12 | Delapre Old Boys                  |
| 2010/11 | Northampton Harlequins            |
| 2009/10 | Northampton Harlequins            |
| 2008/09 | Cotton Hill                       |
| 2007/08 | Northampton Harlequins            |
| 2006/07 | Duston United                     |
| 2005/06 | University College Northampton FC |
| 2004/05 | Airflow FC                        |
| 2003/04 | University College Northampton FC |

Källa: Football Mitoo

### Webbkällor
Den här artikeln är helt eller delvis baserad på material från engelskspråkiga Wikipedia, Northampton Town Football League, 13 juli 2015.